# Stojanski Vrh
Stojanski Vrh je naselje u Općini Brežice u istočnoj Sloveniji. Stojanski Vrh se nalazi u pokrajini Dolenjskoj i statističkoj regiji Donjoposavskoj. 

## Stanovništvo
Prema popisu stanovništva iz 2002. godine Stojanski Vrh je imao 51 stanovnika.

### Etnički sastav
1991. godina:
- Slovenci: 46 (100%)